# Schönweg-Pustritz
Schönweg-Pustritz je naselje v Občini Šentandraž v Labotski dolini v Okraju Volšperk na Koroškem v Avstriji.